# Плювання

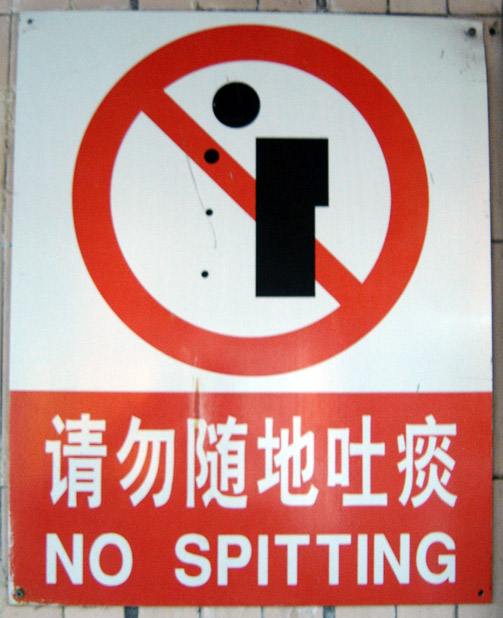
Знак «не плювати».

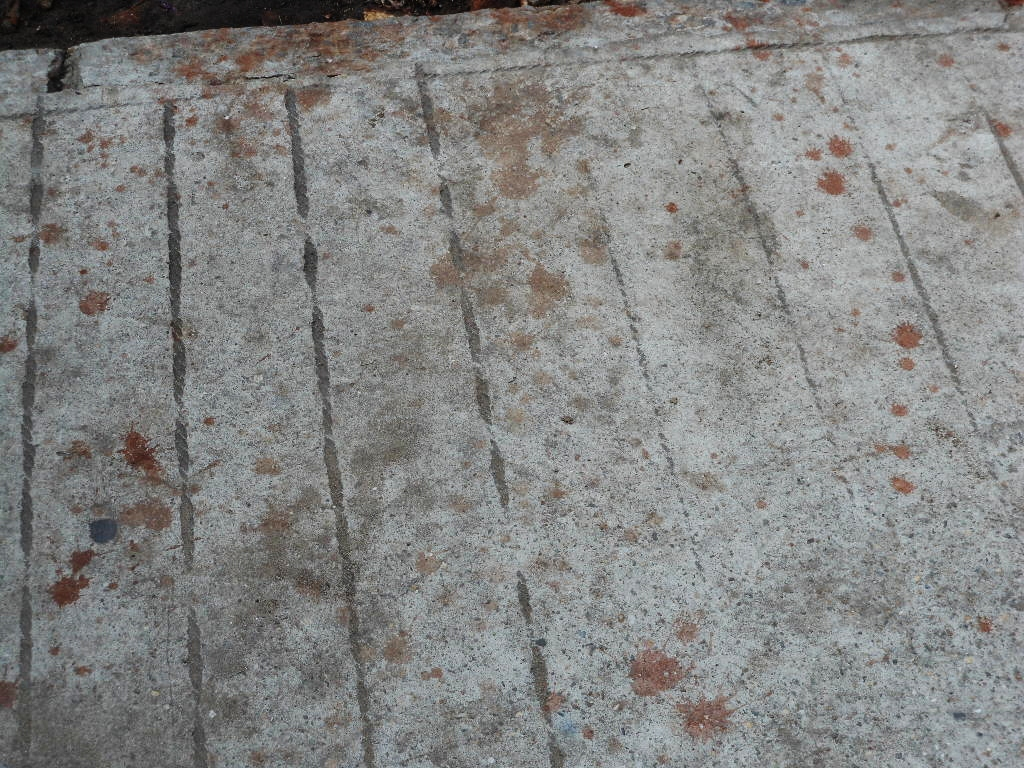
Запльована підлога.

Плювання — досить різке спорожнення ротової порожнини від, наприклад, слини.

## Причини плювання
Плювання може бути необхідно фізіологічно (випльовування недоброякісної їжі), або за медичними показаннями (спльовування в стоматологічному кабінеті в плювальницю), але може перетворитися і в звичку. Плювання може бути ритуалом або елементом забобону (плюнути три рази через плече).
Палії спльовують через слиновиділення, що викликається подразненням рецепторів рота димом під час куріння.

## Приклади
Відомі особи, які плювали привселюдно:
- Дерек Чісора під час зважування плюнув у обличчя Володимиру Кличку[2].
- Екс-міністр внутрішніх справ Юрій Луценко плюнув в обличчя прокурору Дмитру Лобаню[3].
- Володимир Жириновський — плюнув в обличчя депутату Державної думи Росії Юрію Савельєву.[4]
- Наомі Кемпбелл[5].
- Дерик Віблі — вокаліст та гітарист панк-гурту Sum 41.
- Емі Вайнгаус[6].
- Іван Класнич плюнув в Джона Террі[7].
- Роджер Вотерс плюнув в обличчя фанату під час концерту[8].